# Conus schirrmeisteri
Conus schirrmeisteri é uma espécie de gastrópode do gênero Conus, pertencente à família Conidae.